# Vukovo Selo
Vukovo Selo – wieś w Chorwacji, w żupanii zagrzebskiej, w gminie Brdovec. W 2011 roku liczyła 427 mieszkańców.